# Bente Erichsen
Bente Erichsen, född 7 januari 1949 i Oslo, är en norsk regissör, manusförfattare och filmproducent.
Erichsen tog initiativ till Amandaprisen och år 2020 fick hon Amandas hederspris.

## Filmografi (urval)
- 1988 – Folk och rövare i Kamomilla stad

## Producent (urval)
- 1983 – Svarta fåglar
- 1985 – Hustruer – ti år etter
- 1988 – Sweetwater
- 1994 – Drömspel